# Rożnów (Opole)
Pour les articles homonymes, voir Rożnów.
Rożnów est une localité polonaise de la gmina de Wołczyn, située dans le powiat de Kluczbork en voïvodie d'Opole.